# Manchester (Ohio)
Pour les articles homonymes, voir Manchester (homonymie).
Manchester est un village du comté d'Adams, en Ohio, aux États-Unis,. Il est fondé en 1790 par Nathaniel Massie (en) sous le nom de Massie's Station puis rebaptisé en 1791, en référence à Manchester au Royaume-Uni. Lors du recensement de 2010, le village comptait une population de 2 023 habitants. Manchester a été le siège du comté d'Adams, de 1797 à 1803. Le village est situé en bordure de la rivière Ohio.

## Source de la traduction
- (en) Cet article est partiellement ou en totalité issu de l’article de Wikipédia en anglais intitulé « Manchester, Ohio » (voir la liste des auteurs).